# 1867 en Ontario
Chronologie de l'Ontario
- 1863
- 1864
- 1865
- 1866
- 1867
- 1868
- 1869
- 1870
- 1871

Cette page concerne des événements d'actualité qui se sont produits durant l'année 1867 dans la province canadienne du Haut-Canada puis l'Ontario.

## Politique

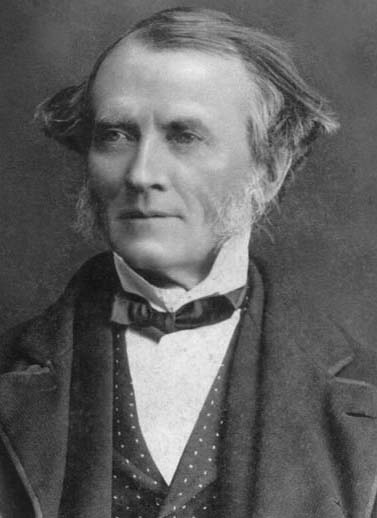
Photo du 1er Premier ministre de l'Ontario, John Sandfield Macdonald

- Premier ministre: John Sandfield Macdonald (Parti libéral-conservateur)
- Lieutenant-gouverneur: Henry William Stisted (en)
- Législature: 1e

## Événements
- Début, à Ottawa, de la construction de Rideau Cottage par Stewart Taylor and Co., selon les plans de l'architecte Frederick Preston Rubidge ; le chantier se termine l'année suivante

### Mai
- 15 mai : Fondation de la Banque Canadienne de Commerce à Toronto. C'est une des deux banques qui fusionnèrent plus tard pour former la Banque Canadienne Impériale de Commerce.

### Juillet
- 1er juillet :
  - Le Haut-Canada devient l'Ontario qui forme, avec le Québec, le Nouveau-Brunswick et la Nouvelle-Écosse, le dominion du Canada par l’Acte de l'Amérique du Nord britannique.
  - Le Service de police de Windsor (en) est officiellement créé.
  - Henry William Stisted (en) devient le premier lieutenant-gouverneur de l'Ontario.

### Septembre
- 3 septembre : 1re élection générale ontarienne.
- 20 septembre : à la première élection générale canadienne, les libéraux et les conservateurs ont chacun 33 sièges tandis que les libéraux-conservateurs ont 16 sièges.

### Décembre
- Décembre : le conservateur Stephen Richards (en) est élu député provincial de Niagara à la suite de la démission du même parti Donald Robertson (en).

## Naissances
- 2 février : Charles Saunders, botaniste († 25 juillet 1937).
- 7 février : John Livingstone Brown (en), politicien († 20 mars 1953).
- 20 février : Flora MacDonald Denison (en), activiste et journaliste († 23 mai 1921).
- 7 mars : Edward Henry Horsey (en), député fédéral de Grey-Nord (1891-1902) († 23 juillet 1902).
- 31 mars : Noah Timmins (en), directeur de mines († 22 janvier 1936).
- 27 octobre : Thomas Walter Scott, premier ministre de la Saskatchewan († 23 mars 1938).
- 1er novembre : Newton Rowell, chef du Parti libéral de l'Ontario († 22 novembre 1941).

## Décès
- 23 juillet : Samuel Bealey Harrison, premier ministre du Canada-Uni (° 4 mars 1802).
- 1er novembre : John Strachan, évêque anglican de Toronto (° 12 avril 1778).